# Weltfloorballspieler des Jahres
Der Weltfloorballspieler des Jahres (schwedisch Världens bästa innebandyspelare) ist ein seit 2005 jährlich von der schwedischen Floorball-Fachzeitschrift Innebandymagazinet verliehener Preis. Seit 2007 wird auch die Weltfloorballspielerin des Jahres ausgezeichnet. Die aktuellen Preisträger sind Justus Kainulainen und Maja Viström.

## Geschichte
Erster Preisträger war im Jahre 2005 der Finne Mika Kohonen, der mit fünf Auszeichnungen auch Rekordgewinner ist. Bei den Frauen kommen die Schwedin Anna Wijk und die Finnin Veera Kauppi auf jeweils vier Auszeichnungen.

## Vergabemodus
Die Gewinner werden vom Innebandymagazinet in Zusammenarbeit mit Nationaltrainern und internationalen Medien aus den einflussreichsten Unihockey-Ländern ausgewählt. Dabei sollte die Leistung der Spieler im jeweiligen Kalenderjahr gewürdigt werden.

## Liste der Preisträger

### Männer
| Jahr | Name                            | Verein                   | Zweiter                     | Dritter           |
| ---- | ------------------------------- | ------------------------ | --------------------------- | ----------------- |
| 2005 | Mika Kohonen (1)                | Storvreta IBK (1)        | Niklas Jihde                | Daniel Calebsson  |
| 2006 | Anders Hellgård (1)             | Pixbo Wallenstam IBK (1) | Tero Tiitu                  | Henrik Quist      |
| 2007 | Anders Hellgård (2)             | Pixbo Wallenstam IBK (2) | Mathias Larsson             | Esa Jussila       |
| 2008 | Magnus Svensson (1)             | Warberg IC (1)           | Tero Tiitu                  | Mika Kohonen      |
| 2009 | Mika Kohonen (2)                | Storvreta IBK (2)        | Fredrik Djurling            | Magnus Svensson   |
| 2010 | Mika Kohonen (3)                | Storvreta IBK (3)        | Rickie Hyvärinen            | Daniel Calebsson  |
| 2011 | Mika Kohonen (4)                | Storvreta IBK (4)        | Harri Forsten               | Rasmus Enström    |
| 2012 | Mika Kohonen (5)                | Storvreta IBK (5)        | Johan Samuelsson            | Rasmus Enström    |
| 2013 | Rasmus Enström (1)              | IBF Falun (1)            | Ketil Kronberg              | Kim Nilsson       |
| 2014 | Kim Nilsson (1)                 | AIK (1)                  |                             |                   |
| 2015 | Rasmus Enström (2)              | IBF Falun (2)            | Alexander Galante Carlström | Robin Nilsberth   |
| 2016 | Alexander Galante Carlström (1) | IBF Falun (3)            | Eero Kosonen                | Rasmus Enström    |
| 2017 | Alexander Galante Carlström (2) | IBF Falun (4)            | Krister Savonen             | Rasmus Enström    |
| 2018 | Eero Kosonen (1)                | SPV (1)                  | Krister Savonen             | Emil Johansson    |
| 2019 | Emil Johansson (1)              | IBF Falun (5)            | Alexander Rudd              | Joonas Pylsy      |
| 2020 | Kim Nilsson (2)                 | FBC Kalmarsund (1)       | Nico Salo                   | Emil Johansson    |
| 2021 | Tobias Gustafsson (1)           | Storvreta IBK (6)        | Sami Johansson              | Jonathan Edling   |
| 2022 | Emil Johansson (2)              | IBF Falun (6)            | Alexander Galante Carlström | Tobias Gustafsson |
| 2023 | Emil Johansson (3)              | IBF Falun (7)            | Justus Kainulainen          | Tobias Gustafsson |
| 2024 | Justus Kainulainen (1)          | Esport Oilers (1)        | Aaro Astala                 | Ondřej Němeček    |

### Frauen
| Jahr | Name                 | Verein                   | Zweiter          | Dritter             |
| ---- | -------------------- | ------------------------ | ---------------- | ------------------- |
| 2007 | Karolina Widar (1)   | Rönnby IBK (1)           |                  |                     |
| 2008 | Simone Berner (1)    | UHC Dietlikon (1)        | Karolina Widar   | Emelie Lindström    |
| 2009 | Karolina Widar (2)   | Rönnby IBK (2)           | Emelie Lindström | Simone Berner       |
| 2010 | Hermine Dahlerus (1) | Djurgårdens IF (1)       |                  |                     |
| 2011 | Emelie Lindström (1) | Djurgårdens IF (2)       | Karolina Widar   | Sara Kristoffersson |
| 2012 | Emelie Lindström (2) | Djurgårdens IF (3)       | Emelie Wibron    | Anna Wijk           |
| 2013 | Emelie Lindström (3) | Djurgårdens IF (4)       | Anna Wijk        | Anna Jakobsson      |
| 2014 | Anna Wijk (1)        | KAIS Mora IF (1)         |                  |                     |
| 2015 | Anna Wijk (2)        | KAIS Mora IF (2)         | Jonna Mäkelä     | Corin Rüttimann     |
| 2016 | Anna Wijk (3)        | KAIS Mora IF (3)         | Nina Rantala     | Sara Hjorting       |
| 2017 | Veera Kauppi (1)     | Koovee (1)               | Emelie Wibron    | Corin Rüttimann     |
| 2018 | Veera Kauppi (2)     | IKSU (2)                 | Emelie Wibron    | Moa Tschöp          |
| 2019 | Anna Wijk (4)        | KAIS Mora IF (4)         | Veera Kauppi     | Emelie Wibron       |
| 2020 | Eliška Krupnová (1)  | Pixbo Wallenstam IBK (1) | Veera Kauppi     | Ida Sundberg        |
| 2021 | Veera Kauppi (3)     | Thorengruppen (1)        | Ida Sundberg     | Emelie Wibron       |
| 2022 | Emelie Wibron (1)    | Thorengruppen (2)        | Veera Kauppi     | Maja Viström        |
| 2023 | Veera Kauppi (4)     | Thorengruppen (3)        | Maja Viström     | Wilma Johansson     |
| 2024 | Maja Viström (1)     | Thorengruppen (4)        | Veera Kauppi     | Wilma Johansson     |

## Ranglisten

### Männer
Die Platzierung des Spielers innerhalb dieser Rangliste wird durch die Anzahl der Titel bestimmt. Bei gleicher Anzahl von Titeln wird alphabetisch sortiert.
| Anzahl | Name                        | Jahre                        |
| ------ | --------------------------- | ---------------------------- |
| 5      | Mika Kohonen                | 2005, 2009, 2010, 2011, 2012 |
| 3      | Emil Johansson              | 2019, 2022, 2023             |
| 2      | Rasmus Enström              | 2013, 2015                   |
| 2      | Alexander Galante Carlström | 2016, 2017                   |
| 2      | Anders Hellgård             | 2006, 2007                   |
| 2      | Kim Nilsson                 | 2014, 2020                   |
| 1      | Tobias Gustafsson           | 2021                         |
| 1      | Eero Kosonen                | 2018                         |
| 1      | Justus Kainulainen          | 2024                         |

### Frauen
Die Platzierung der Spielerin innerhalb dieser Rangliste wird durch die Anzahl der Titel bestimmt. Bei gleicher Anzahl von Titeln wird alphabetisch sortiert.
| Anzahl | Name             | Jahre                  |
| ------ | ---------------- | ---------------------- |
| 4      | Veera Kauppi     | 2017, 2018, 2021, 2023 |
| 4      | Anna Wijk        | 2014, 2015, 2016, 2019 |
| 3      | Emelie Lindström | 2011, 2012, 2013       |
| 2      | Karolina Widar   | 2007, 2009             |
| 1      | Simone Berner    | 2008                   |
| 1      | Hermine Dahlerus | 2010                   |
| 1      | Eliška Krupnová  | 2020                   |
| 1      | Maja Viström     | 2024                   |
| 1      | Emelie Wibron    | 2022                   |